# Vítonice (Kroměříži járás)
Vítonice település Csehországban, Kroměříži járásban. Vítonice Loukov, Bystřice pod Hostýnem, Mrlínek, Blazice, Horní Nětčice, Horní Újezd, Žákovice és Býškovice településekkel határos. Lakosainak száma 398 fő (2024. január 1.).

## Népesség
A település lakosságának változását az alábbi diagram mutatja:
| Lakosok száma | 501  | 592  | 610  | 551  | 536  | 471  | 426  | 411  | 392  | 398  |
|               | 1869 | 1890 | 1921 | 1950 | 1980 | 2001 | 2017 | 2019 | 2022 | 2024 |